# Daniel Burger-Völlmecke
Daniel Burger-Völlmecke (* 1981) ist ein deutscher Provinzialrömischer Archäologe.
Von 2003 bis 2010 studierte Daniel Burger-Völlmecke Vor- und Frühgeschichte mit dem Schwerpunkt Provinzialrömische Archäologie sowie Klassische Archäologie und Vorderasiatische Archäologie an der Johannes Gutenberg-Universität Mainz. Dort erlangte er 2010 seinen Magister artium mit einer Grabungsauswertung zum gallo-römischen Umgangstempel „Auf dem Spätzrech“ bei Schwarzenbach im Saarland. Von 2012 bis 2018 setzte er sein Studium an der Albert-Ludwigs-Universität Freiburg fort, wo er 2018 mit einer Arbeit zum römischen Legionslager von Mogontiacum (dem heutigen Mainz) bei Alexander Heising promoviert wurde.
Von 2011 bis 2017 war Daniel Burger-Völlmecke als wissenschaftliche Hilfskraft bei der Römisch-Germanischen-Kommission des DAI tätig, wo Datenbankarbeiten, IT-Management und die Durchführung von archäologischen Feldprojekten zu seinen Aufgaben gehörten. Im Anschluss arbeitete er als wissenschaftlicher Assistent unter Markus Scholz am Institut für Archäologische Wissenschaften, Abteilung für Archäologie und Geschichte der römischen Provinzen sowie der Archäologie von Münzen, Geld und Wirtschaft in der Antike an der Johann Wolfgang Goethe-Universität Frankfurt am Main. Seit 2020 ist er bei der Stiftung Stadtmuseum Wiesbaden tätig, die das „sam“ – (Stadtmuseum am Markt) – im historischen Marktkeller betreibt. Dort kuratiert er in der archäologischen Abteilung die Sammlung Nassauischer Altertümer.
Seine Forschungsschwerpunkte sind römisches Militär und römische Militärbauten, Limesforschung sowie Landschaftsarchäologie. Er führte unter anderem Ausgrabungen an zwei römischen Militärstützpunkten bei Bad Ems sowie an einem römischen Marschlager bei Hofheim am Taunus durch.

## Schriften (Auswahl)
- Die Römer im Main-Taunus-Kreis. Römisches Militär und ländliche Besiedlung zwischen Taunus und Main vom 1. bis 3. Jh. n. Chr. (= Themen der HessenArchäologie 3). Wiesbaden 2011, S. 3–39 (online).
- Der gallo-römische Umgangstempel „Auf dem Spätzrech“ bei Schwarzenbach (Saarland). Auswertung der Grabung 1984/85. In: Sabine Hornung u. a.: Mensch und Umwelt II. Vom Oppidum „Hunnenring“ bei Otzenhausen zum römischen Tempelbezirk und vicus „Auf dem Spätzrech“ bei Schwarzenbach Gem. Nonnweiler, Lkr. St. Wendel (= Universitätsforschungen zur prähistorischen Archäologie. Band 289). Habelt, Bonn 2016, S. 137–292 (online).
- Das Legionslager von Mogontiacum in: Der Limes. Nachrichtenblatt Deutsche Limeskommission. Ausgabe 13, 2016, S. 8–11 (online).
- mit Markus Scholz, Kai Mückenberger u. a.: Hofheim III – Ein neu entdecktes römisches Marschlager bei Hofheim am Taunus. in: Der Limes. Nachrichtenblatt Deutsche Limeskommission. Ausgabe 13/2019, S. 26–31 (online).
- mit Frederic Auth, Peter Henrich, Markus Scholz, Markus Wittköpper: Ein römischer Militärstützpunkt mit hölzernen Annäherungshindernissen – Vorbericht über die Ausgrabungen auf dem „Blöskopf“ bei Bad Ems, Rhein-Lahn-Kreis. In: Archäologisches Korrespondenzblatt. Band 50, Heft 4, 2019, S. 525–543 (online)
- Mogontiacum II. Topographie und Umwehrung des römischen Legionslagers von Mainz (= Limesforschungen. Band 31). Gebr. Mann, Berlin 2020, ISBN 978-3-7861-2841-0 (Dissertation).

Herausgeberschaften
- Berichte zur Archäologie in Rheinhessen und Umgebung, 2010–2015.
- Berichte zur Archäologie in Rheinhessen und Umgebung, Sonderband 1, 2013.